# Arsu
Arsu é o deus palmirano da estrela da noite, sendo retratado, normalmente, montando um camelo ao lado de seu irmão gêmeo Azizos. Na Arábia pré-islâmica, é conhecido como Ruda.

## Referâncias
1. ↑  Lindemans, Micha F. «Encyclopedia Mythica». Arsu. Consultado em 15 de agosto de 2009. Arquivado do original em 12 de junho de 2010 (em inglês)